# Roger Pigaut
Roger Pigaut, född den 8 april 1919, död den 24 december 1989, var en fransk skådespelare och filmregissör. Han har medverkat i ett 40-tal filmer mellan 1943 and 1980. 

## Filmer där han medverkat som skådespelare
- 1943 : Douce regisserad av Claude Autant-Lara
- 1943 : Retour de flamme regisserad av Henri Fescourt
- 1943 : Félicie Nanteuil regisserad av Marc Allégret
- 1944 : Sortilèges regisserad av Christian-Jaque
- 1945 : L'assassin n'est pas coupable regisserad av René Delacroix
- 1945 : L'Invité de la onzième heure regisserad av Maurice Cloche
- 1946 : Nuits d'alerte regisserad av Léon Mathot
- 1947 : Les Condamnés regisserad av Georges Lacombe
- 1947 : Aubervilliers regisserad av Éli Lotar - kortfilm, endast röst
- 1947 : La Rose de la mer regisserad av Jacques de Baroncelli
- 1947 : Antoine et Antoinette regisserad av Jacques Becker
- 1948 : Vire-vent regisserad av Jean Faurez
- 1948 : Bagarres regisserad av Henri Calef
- 1948 : Rapide de nuit regisserad av Marcel Blistène
- 1948 : Les Frères Bouquinquant regisserad av Louis Daquin
- 1948 : Cartouche, roi de Paris regisserad av Guillaume Radot
- 1950 : Un sourire dans la tempête regisserad av René Chanas
- 1950 : La Peau d'un homme regisserad av René Jolivet
- 1951 : Chicago-digest regisserad av Paul Paviot - kortfilm
- 1951 : L'Agonie des aigles regisserad av Jean Alden-Delos
- 1951 : La Maison dans la dune regisserad av Georges Lampin
- 1952 : La Caraque blonde regisserad av Jacqueline Audry
- 1953 : Théodora, impératrice de Byzance (Teodora, imperatrice di Bisanzia) regisserad av Riccardo Freda
- 1954 : Napoléon regisserad av Sacha Guitry
- 1954 : Le Comte de Monte-Cristo regisserad av Robert Vernay
- 1955 : Mon chien regisserad av Georges Franju - kortfilm, endast röst
- 1955 : La Lumière d'en face regisserad av Georges Lacombe
- 1955 : Les Amours de Manon Lescaut (Gli amori di Manon Lescaut) regisserad av Mario Costa
- 1955 : La plus belle des vies regisserad av Claude Vermorel
- 1960 : Terreur sur la savane / Konga-Yo regisserad av Yves Allégret
- 1962 : À Valparaíso regisserad av Joris Ivens - kortfilm, endast röst
- 1965 : Le Mistral regisserad av Joris Ivens - kortfilm, endast röst
- 1965 : La Jeune Morte regisserad av Roger Pigaut och Claude Faraldo
- 1967 : J'ai tué Raspoutine regisserad av Robert Hossein
- 1967 : Indomptable Angélique regisserad av Bernard Borderie
- 1967 : Les Chevaliers du ciel (série télévisée), TV-serie, säsong 1
- 1968 : Angélique et le sultan regisserad av Bernard Borderie
- 1968 : Les Chevaliers du ciel, TV-serie, säsong 2
- 1968 : Mayerling regisserad av Terence Young
- 1968 : Catherine, il suffit d'un amour regisserad av Bernard Borderie
- 1969 : Les Chevaliers du ciel, TV-serie, säsong 3
- 1970 : Mauregard, serie regisserad av Claude de Givray
- 1978 : Une histoire simple regisserad av Claude Sautet